# Der Glanz der Unsichtbaren
Der Glanz der Unsichtbaren ist eine französische Filmkomödie von Louis-Julien Petit aus dem Jahr 2018, die 2019 auch in deutschsprachigen Kinos gezeigt wurde. Der Film basiert auf der Novelle Sur la route des invisibles, femmes dans la rue von Claire Lajeunie.

## Handlung
Der Film spielt in einer nordfranzösischen Stadt. Vier Frauen, Manu und Audrey, Hélène und Angélique, engagieren sich der Tagesstätte L’Envol, in der obdachlose Frauen sich aufhalten können, beraten werden oder sich duschen können. Manu und Audrey sind zwei Sozialarbeiterinnen, Hélène arbeitet ehrenamtlich in der Einrichtung und Angélique ist eine ehemals obdachlose Teenagerin. Die obdachlosen Frauen wollen anonym bleiben und geben sich daher Pseudonyme, wie Lady Di, Simone Veil oder Edith Piaf.
Die Einrichtung soll geschlossen werden, da sie von der Stadtverwaltung als nicht effektiv genug eingestuft wird. Den Frauen wird eine Unterbringungsmöglichkeit am Rand der Stadt angeboten; Manu und Audrey, Hélène und Angélique wissen jedoch, dass ein Großteil der Frauen diese Einrichtung ablehnen: Sie befindet sich zu weit außerhalb der Stadt und dort sind auch Männer untergebracht.
Nachdem auch noch ein provisorisches Zeltcamp am Sportplatz geräumt wurde, wo viele wohnungslose Frauen notdürftig unterkamen, fassen die Sozialarbeiterinnen den Entschluss, die Tagesstätte heimlich zu einer 24-Stunden-Unterkunft zu machen und die obdachlosen Frauen für Jobs zu qualifizieren und ihnen bei der Jobsuche zu helfen. Der Film zeigt Erfolge, Rückschläge und Konflikte in dieser veränderten Konzeption der Einrichtung und wie die an dem Projekt Beteiligten, Mitarbeiterinnen und Gäste sich verändern.
Die Schlussszene zeigt die Schließung von L’Envol, bei der die Frauen das Haus durch ein Spalier von Polizisten wie auf einem Laufsteg verlassen.

## Kritiken
Kino-Zeit urteilt: Der Film „ist zunächst einmal deshalb bemerkenswert, weil er verdeutlicht, wie wichtig ein Safe Space für wohnungslose Frauen ist – ein Ort, der die Voraussetzungen dafür schafft, den Grundbedürfnissen nachzugehen, der vor Kälte und Gewalt schützt. Darüber hinaus zeigt er die Notwendigkeit auf, den Frauen eine Wiedereingliederung in die Gesellschaft zu ermöglichen. […] Als größter Gewinn erweist sich dabei die gute Besetzungsentscheidung: Die Rollen der wohnungslosen Frauen werden überwiegend von Laiinnen aus der nordfranzösischen Region verkörpert, die selbst wohnungslos waren.“
Epd-Film meint, der Film überzeuge „durch die semidokumentarische Detailgenauigkeit, mit der aufgezeigt wird, wie wenig die mentale Gestimmtheit der obdachlosen Frauen mit bürokratisch genormten Hilfsangeboten in Einklang zu bringen ist: ein Teufelskreis, den die Betreuerinnen mittels handfester individueller Problemlösung jenseits staatlicher Direktiven durchbrechen wollen.“